# Greet Buyle
Greta Buyle, detta Greet (21 giugno 1951), è una politica belga, membro del Senato del Belgio dal 1992 al 1995.

## Biografia
Buyle, assistente sociale di professione presso il CGSO, divenne membro di Agalev.
Dal 1991 al 1995 è stata senatrice cooptata per la provincia del Brabante.
Sua figlia Sara Matthieu è europarlamentare per i Verdi.